# Enfermedad neurodegenerativa

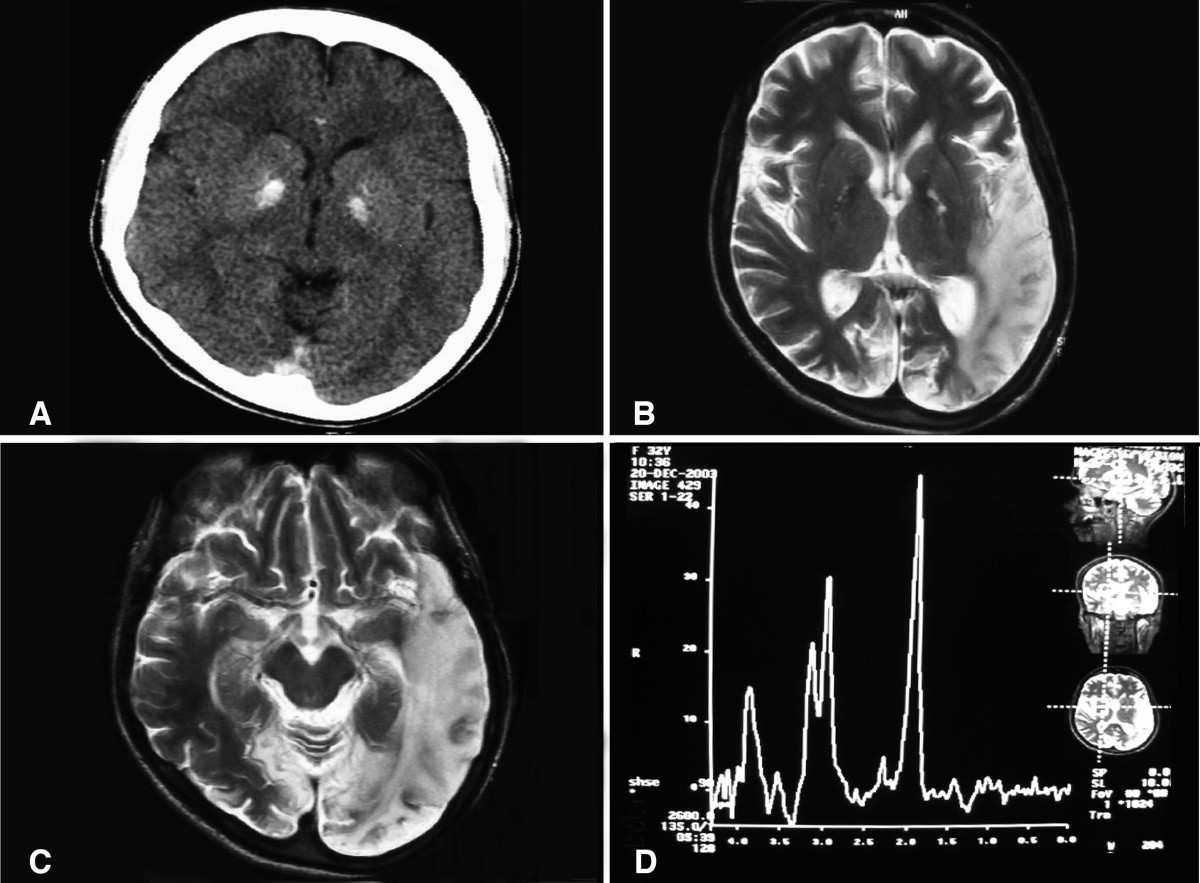
Una tomografía computarizada del cerebro que muestra calcificación de los ganglios basales bilaterales

Se conoce como enfermedad neurodegenerativa a un término que cubre a un tipo de enfermedades que agrupa a un género de desórdenes cognitivos, tales como, enfermedad de Alzheimer, de Parkinson, de Creutzfeldt-Jakob y esclerosis múltiple. 
Estos trastornos cognitivos se deben a un aumento en los procesos de muerte celular, reduciendo el número de neuronas y generando cambios en la conducta.

## Causas
La principal etiopatología es la neurodegeneración. La forma en que se altera la función cerebral no han sido dilucidadas con exactitud. Actualmente, se revisan diversas hipótesis. Dentro de estas ideas, se destacan las enfermedades asociadas al mal plegamiento proteico "missfolding diseases" que originaría la muerte neuronal exacerbada por alteraciones de proteínas claves en la función y arquitectura.
Hoy en día, estas enfermedades van asociadas a causas tales como el alcoholismo, un tumor o un ataque cerebrovascular. También, pueden darse por toxinas, químicos y virus. 
Mediante un metaanálisis conjunto MWAS (methylome-wide association studies) de Alzheimer, Parkinson y ELA se ha comprobado que la metilación del ADN podría estar alterada en estas enfermedades. Concretamente han determinado 12 posiciones diferencialmente metiladas de forma significativa respecto a los grupos control.

### Disfunción mitocondrial
La forma más común de muerte celular en la neurodegeneración es a través de la vía apoptótica mitocondrial intrínseca. Esta vía controla la activación de la caspasa-9 mediante la regulación de la liberación de citocromo c desde el espacio intermembrana mitocondrial (IMS). Las especies reactivas de oxígeno (ROS) son subproductos normales de la actividad de la cadena respiratoria mitocondrial. La concentración de ROS está mediada por antioxidantes mitocondriales como la superóxido dismutasa de manganeso (SOD2) y la glutatión peroxidasa. La producción excesiva de ROS (estrés oxidativo) es una característica central de todos los trastornos neurodegenerativos. Además de la generación de ROS, las mitocondrias también están involucradas con las funciones de soporte vital, como la homeostasis del calcio, la PCD, la fisión y fusión mitocondrial, la concentración de lípidos de las membranas mitocondriales y la transición de la permeabilidad mitocondrial. Es probable que la enfermedad mitocondrial que lleva a la neurodegeneración, al menos en algún nivel, implique todas estas funciones.
Hay pruebas sólidas de que la disfunción mitocondrial y el estrés oxidativo desempeñan un papel causal en la patogénesis de la enfermedad neurodegenerativa, incluidos el Alzheimer, el Parkinson, la Enfermedad de Huntington y la esclerosis lateral amiotrófica (ELA). 
Las neuronas son particularmente vulnerables al daño oxidativo debido a los altos niveles de transcripción, el alto consumo de oxígeno y la débil defensa antioxidante.